# Ибарра, Ренато
А́лекс Рена́то Иба́рра Ми́на (исп. Alex Renato Ibarra Mina; родился 20 января 1991 года, Амбуки, Эквадор) — эквадорский футболист, вингер клуба «Индепендьенте дель Валье» и сборной Эквадора.

## Клубная карьера

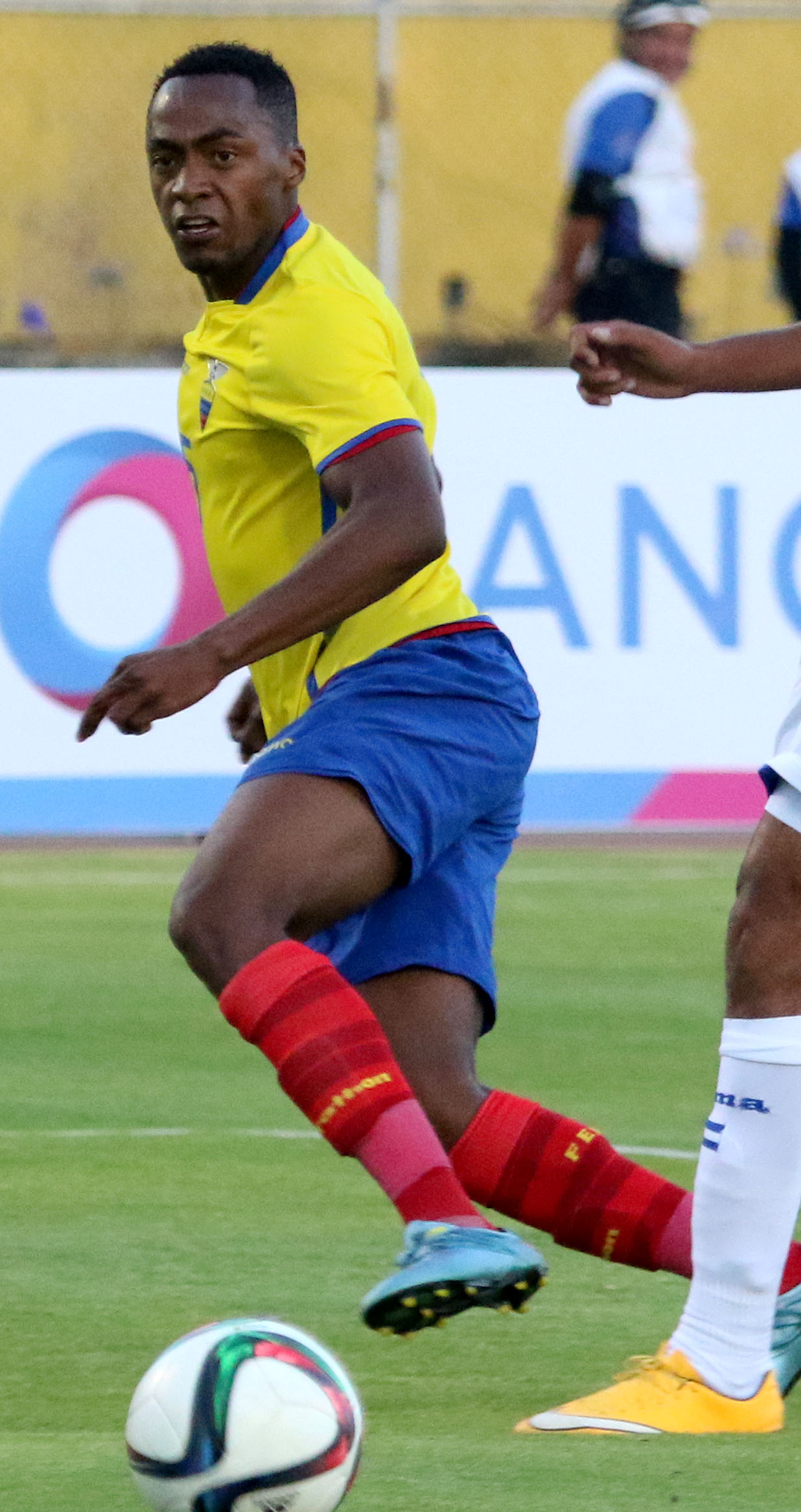
Ибарра в составе сборной Эквадора

Ибарра воспитанник клуба «Эль Насьональ». 19 июля 2009 года в матче против «Макара» он дебютировал в эквадорской Примере. 9 марта 2011 года в поединке против «Индепендьенте дель Валье» ударом с 30 метров Ренато забил свой первый гол за клуб. После молодёжного чемпионата мира к Ибарре проявляли интерес лондонский «Челси» и ещё несколько клубов.
Летом того же года Ренато подписал трёхлетнее соглашение с нидерландским «Витессом». 27 ноября в матче против «Твенте» он дебютировал в Эредивизи. 16 марта 2012 года в поединке против «Хераклеса» Ибарра забил свой первый гол.
Летом 2016 года Ренато перешёл в мексиканскую «Америку». 17 июля в матче против «Чьяпас» он дебютировал в мексиканской Примере. 7 августа в поединке против «Веракруса» Ибарра забил свой первый гол за «Америку».
3 июля 2020 года Ибарра подписал арендное соглашение сроком на одним год с мексиканской Примеры «Атлас».
22 декабря 2021 года было объявлено, что Ибарра проведет остаток сезона в аренде в клубе «Тихуана».
31 декабря 2022 года он возвратился в Эквадор, чтобы подписать контракт с «ЛДУ Кито».

## Международная карьера
С 2011 года Ибарра выступал в составе молодёжной сборную Эквадора на молодёжном Чемпионате мира в Колумбии. В том же году он стал бронзовым призёром молодёжного чемпионата Южной Америки в Перу.
21 апреля 2011 года в товарищеском матче против сборной Аргентины Ренато дебютировал за сборную Эквадора.
В 2014 году Ибарра попал в заявку сборной на участие в Чемпионате мира в Бразилии. На турнире он сыграл в матче против Франции.
Летом 2015 года Ренато принял участие в Кубке Америки в Чили. На турнире он сыграл в матчах против сборных Чили, Боливии и Мексики.

## Достижения
Международные
 Эквадор (до 21)
- Чемпионат Южной Америки среди молодёжных команд — 2011